# Palau-saverdera
Palau-saverdera est une commune d'Espagne dans la communauté autonome de Catalogne, province de Gérone, de la comarque d'Alt Empordà.

## Lieux et monuments
- L'église de Sant Joan. XIe siècle, romane, dont il faut remarquer ses trois absides avec une décoration lombarde; la façade occidentale est surmontée par un clocher-mur, reconstruit.